# Signe Søesová
Signe Søesová (* 8. duben 1983, Aarhus) je dánská reprezentantka v orientačním běhu. Jejím největším úspěchem je stříbrná medaile z middlu na Mistrovství Evropy v roce 2010 v bulharském Primorsku. V současnosti běhá za švédský klub IFK Lidingö a dánský klub OK Pan Århus.